# Шалабаев, Юрий Владимирович
Юрий Владимирович Шалабаев (род. 12 декабря 1980, Горький) — мэр Нижнего Новгорода. Был назначен на должность 6 мая 2020 года в связи с добровольной отставкой Владимира Панова.

## Биография
Юрий Шалабаев родился 12 декабря 1980 года в Горьком, РСФСР, СССР. Имеет высшее образование: в 2002 году окончил Нижегородский государственный университет им. Н. И. Лобачевского по специальности «Финансы и кредит», затем в 2007 году прошёл повышение квалификации по программе «Эффективное управление бюджетными процессами. Финансовое обеспечение программ социально-экономического развития» в Институте экономики и управления промышленности (Москва), в 2008 году — переподготовку по специальности «Юриспруденция» в Волго-Вятской академии государственной службы и в 2011 году — обучение по направлению «Управление государственными финансами» в Российской академии народного хозяйства и государственной службы при президенте России. С 2019 по 2020 годы — слушатель курса «Мастер государственного управления (Executive Master of Public Management)» в Высшей Школе Государственного Управления РАНХиГС.
Шалабаев является победителем конкурса «Лидеры России 2018—2019». Женат, имеет двоих детей.

### Трудовая деятельность
В 2002—2006 годах — ведущий специалист управления бюджетной политики Министерства финансов Нижегородской области.
В 2006—2018 годах — заведующий сектором реформирования межбюджетных отношений, начальник отдела реформирования межбюджетных отношений, заместитель начальника управления бюджетной политики, начальник управления межбюджетных отношений и правового сопровождения бюджетного процесса Министерства финансов Нижегородской области.
В 2018—2019 годах — заместитель Министра финансов правительства Нижегородской области.
С 28 октября 2020 года (врио с 6 мая по 28 октября) — мэр Нижнего Новгорода.

## Награды
- Медаль ордена «За заслуги перед Отечеством» II степени (27 марта 2023 года) — за достигнутые трудовые успехи и многолетнюю добросовестную работу[3][4]